# ФК Бочкаји
ФК Бочкаји (мађ. Nemzeti SC), је мађарски фудбалски клуб из Дебрецина Мађарска.

## Историја клуба
ФК Бочкаји је дебитовао у првој мађарској лиги у сезони 1933/34. и првенство завршио на трећем месту.
У сезони 1929/30. ФК Бочкаји је био победник мађарског купа побрдивши ФК Сегедин АК са 5:1, утакмица се играла у Будимпешти.

## Достигнућа
- Куп Мађарске у фудбалу:
  - Победник (1) :1929/30.

| сезона | такмичење   | круг          | противник       | домаћин | гост | укупно |
| ------ | ----------- | ------------- | --------------- | ------- | ---- | ------ |
| 1931.  | Митропа куп | четвртфинале  | ФК Први Бечки   | 0-4     | 0-3  | 0–7    |
| 1934   | Митропа куп | осмина финала | ФК Болоња 1909. | 2-1     | 0-2  | 2–3    |

### Имена клуба
- Немзети спортски клуб − Nemzeti Sport Club:1906–1926; 1940–1942; 1945; 1957;
- Клуб љубитеља спорта Немзет −  (професионалци): 1926–1931;
- Круг љубитеља спорта Немзет −  (професионалци): 1931–1940
- Терезвароши ТЦ − Terézvárosi TC: 1931 у јулу се ова два клуба ујединила
- Спортски клуб Немзет − Nemzeti Sport Club − између 1942–1945 и  1945–1957 клуб није функционисао

## Достигнућа
- 1908–1909 NB II - шампион,
- 1909–1910 NB I - треће место,
- 1935–1936 NB II - шампион